# Han Song-chol
Han Song-chol (* 10. Juli 1977) ist ein nordkoreanischer Fußballspieler.

## Karriere
Han tritt international als Spieler der Sportgruppe 25. April in Erscheinung, dem Klub der Koreanischen Volksarmee.
Der Abwehrspieler gehört seit 2002 zum Aufgebot der nordkoreanischen Nationalmannschaft. In den Jahren 2004 und 2005 absolvierte er in der Qualifikation zur Weltmeisterschaft 2006 insgesamt elf Partien, in der erfolgreichen Qualifikation zur WM 2010 kam er in fünf Spielen zum Einsatz.
Bei Ostasienmeisterschaften spielte er 2005 und 2008 jeweils sowohl in der Qualifikationsrunde als auch in der Finalrunde. Dabei erreichte er 2005 mit dem Nationalteam den dritten Rang, 2008 führte er die Mannschaft in der Finalrunde als Kapitän an.